# Aspidistra insularis
Aspidistra insularis là một loài thực vật có hoa trong họ Măng tây. Loài này được Tillich mô tả khoa học đầu tiên năm 2006.